# Brătești (okręg Bihor)
Brătești – wieś w Rumunii, w okręgu Bihor, w gminie Răbăgani. W 2011 roku liczyła 120 mieszkańców.